# Thomas Hermansz.

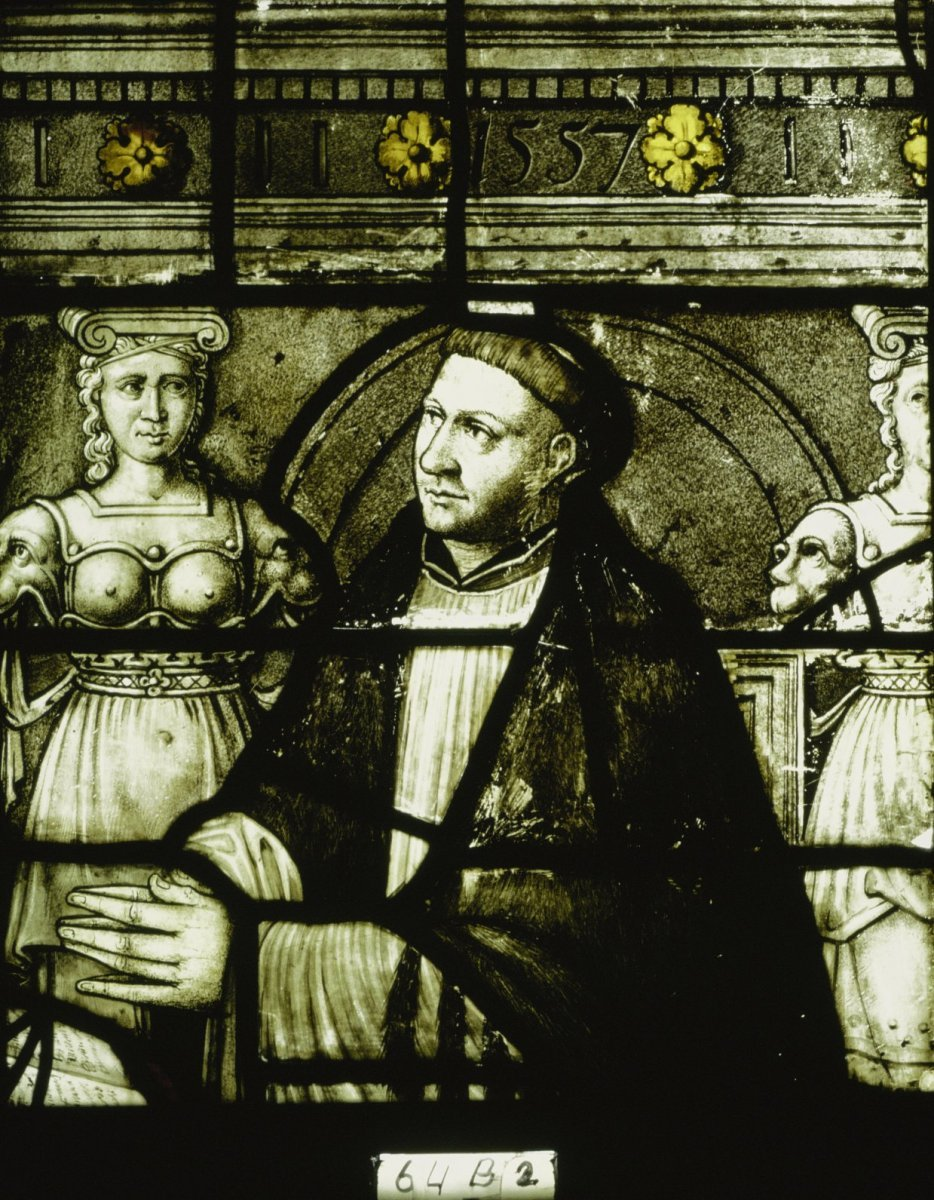
Thomas Hermansz. afgebeeld op een van de Goudse glazen

Thomas Hermansz. (1518 of 1519 - 1583) was overste van het nabij de Noord-Nederlandse stad  Leiden gelegen klooster Mariënpoel.

## Biografie
De omstreeks 1518 geboren pater Thomas Hermansz. was de laatste kloosteroverste van Mariënpoel nabij Leiden. Hij behoorde tot de regulieren van Stein. In 1557 schonk hij een gebrandschilderd glas ten behoeve van de kapel van het Regulierenklooster aan de Raam te Gouda. De gebrandschilderde glazen van dit klooster werden in 1580 overgebracht naar de Goudse Sint-Janskerk. Sinds 1934 is dit een van de glazen in de Van der Vormkapel van deze kerk. Het betreft de voorstelling van de  uitstorting van de Heilige Geest. Het glas is ontworpen door Dirk Crabeth en gemaakt door één of meer van zijn medewerkers. Thomas Hermansz. staat als schenker van dit glas aan de onderzijde afgebeeld.
In 1573 werd Mariënpoel afgebroken. Samen met Wouter Jacobsz., gewezen abt van het Regulierenklooster in Gouda (de voortzetting van het klooster in Stein), vluchtte Thomas Hermansz. naar Amsterdam en daarna leidde hij een min of meer zwervend bestaan. Hij overleed in 1583 omstreeks 65 jaar oud.